# Языков, Николай Михайлович
Никола́й Миха́йлович Языков (4 [16] марта 1803, Симбирск — 26 декабря 1846 [7 января 1847], Москва) — русский поэт эпохи романтизма, один из ярких представителей золотого века русской поэзии, называвший себя «поэтом радости и хмеля», а также «поэтом разгула и свободы». 
Жизнерадостность поэзии Языкова, её глубокий лирический пафос, яркость образов, свежесть языка, звучность стиха и блестящая чеканность ритмов принесли автору широкую известность. В конце жизни был близок к славянофилам.

## Биография

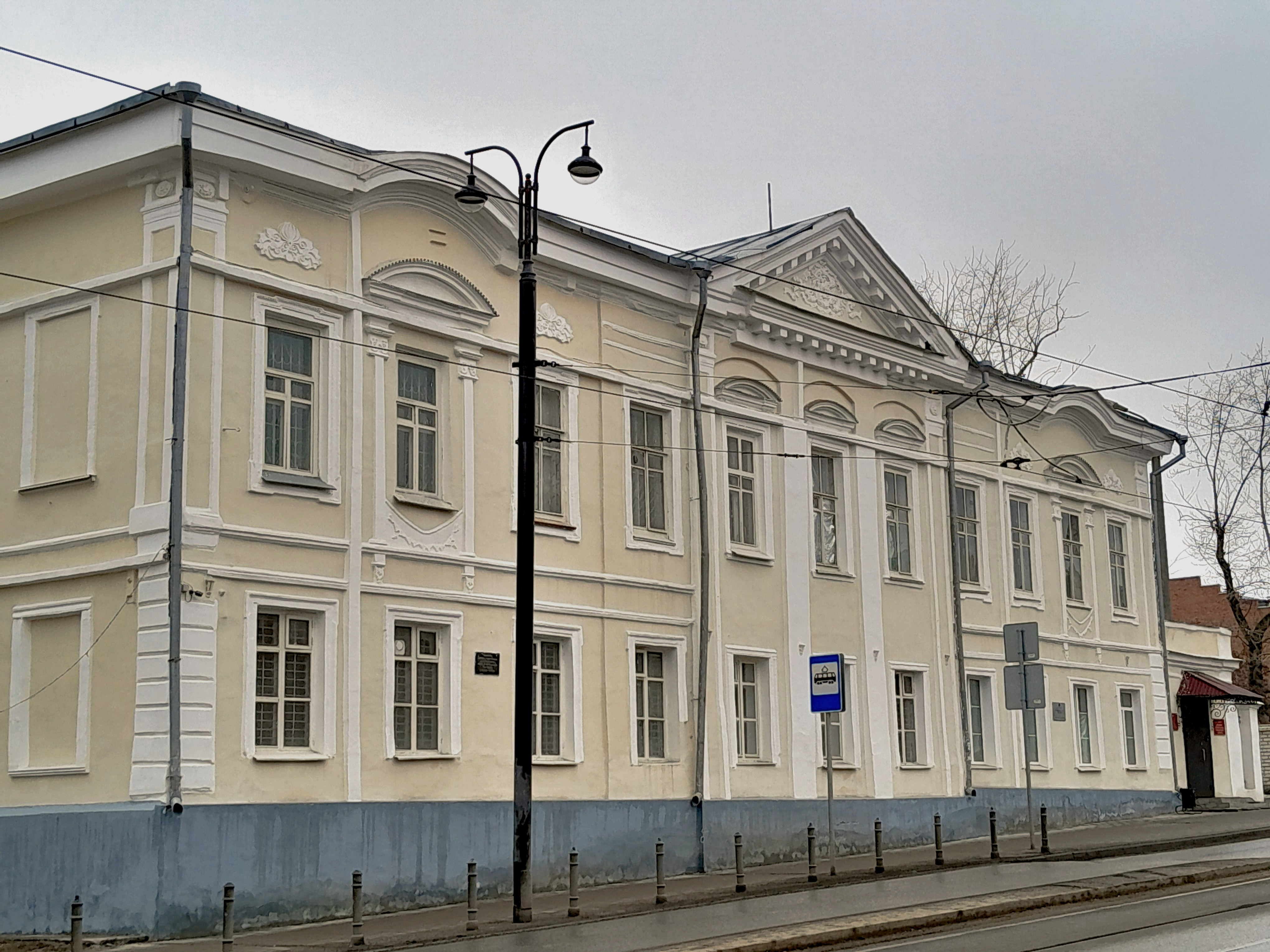
Дом Ермоловых (Ульяновск).

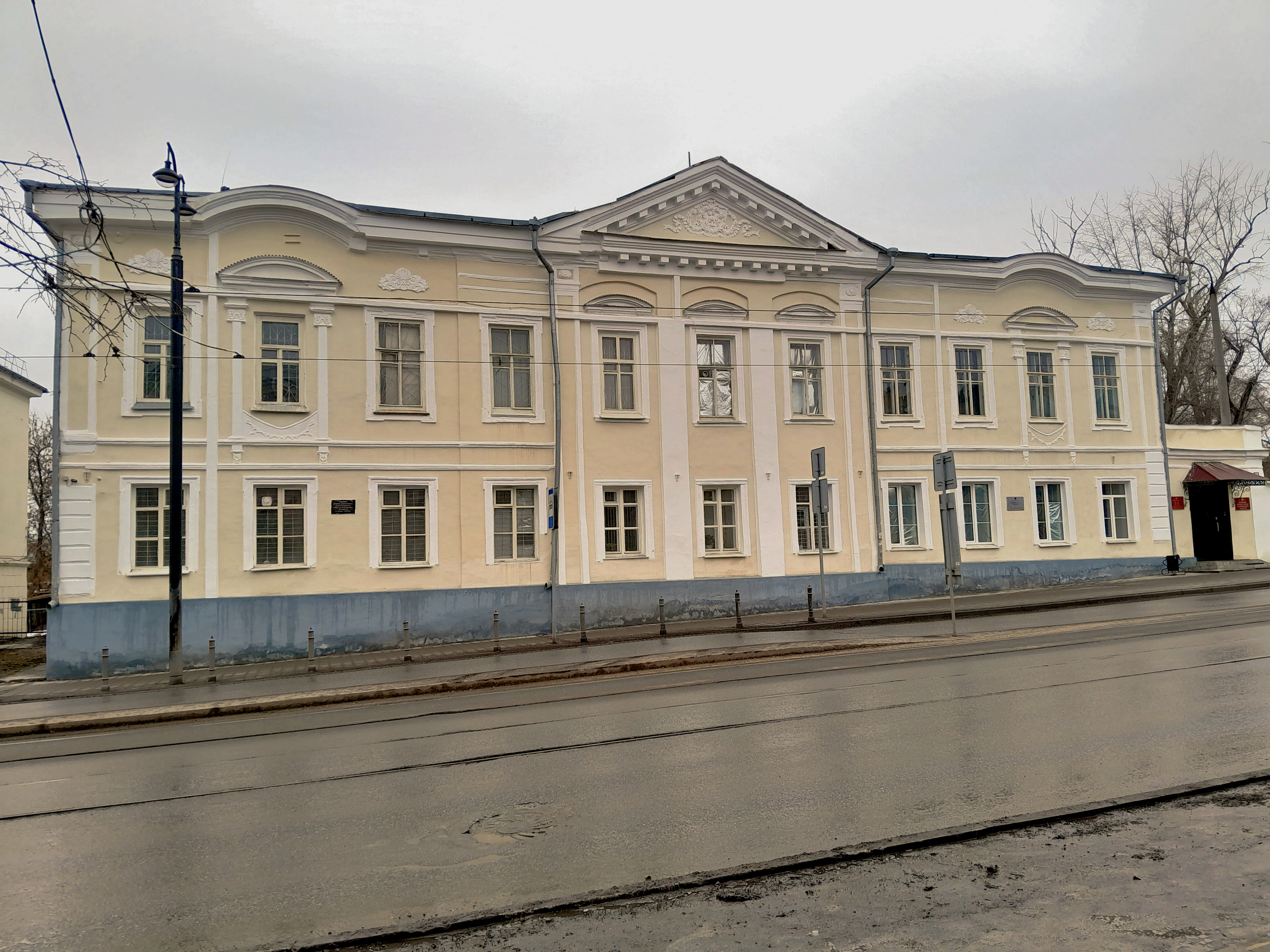
Дом Ермоловых (Ульяновск).

Родился 4 (16) марта 1803 года в Симбирске в помещичьей семье; отец — прапорщик Михаил Петрович Языков (1774—1836), мать — Екатерина Александровна Ермолова (1777—1831). Сестра Николая Екатерина впоследствии стала женой философа и поэта А. С. Хомякова. Крещён в Вознесенском соборе Симбирска.
На двенадцатом году Николай был отдан в Корпус горных инженеров в Петербурге, а по окончании курса поступил в Инженерный корпус; но не чувствуя призвания к занятиям математикой и увлекаясь поэзией, решил по совету профессора словесности в Дерптском университете, известного литератора А. Ф. Воейкова, перейти в этот университет (1820). В 1819 году дебютировал в печати (на страницах «Соревнователя просвещения и благотворения»).

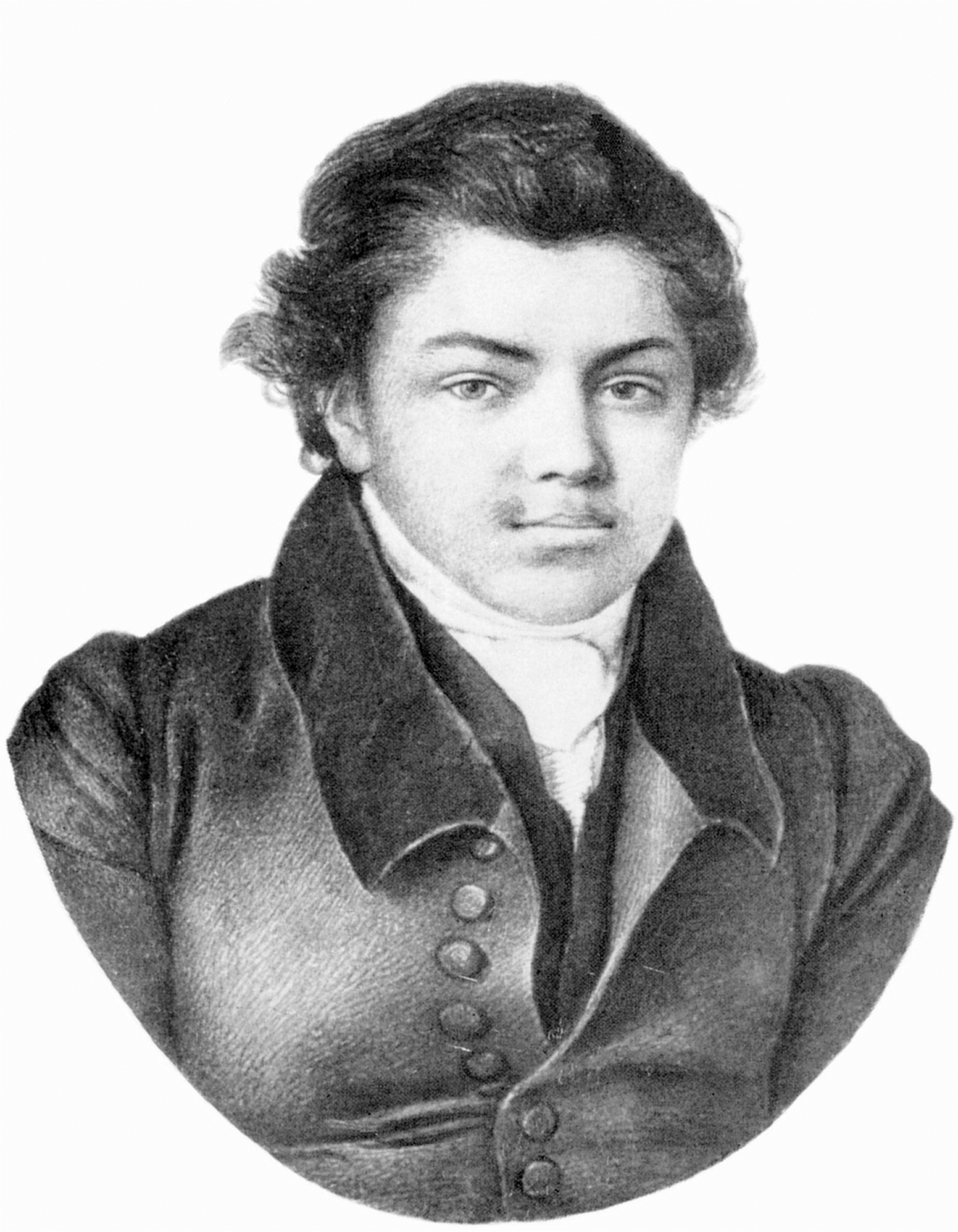
Н. Языков в Дерпте (1822)

Учёба на этико-политическом отделении философского факультета в Дерпте продолжалась 7 лет, с 1822 по 1829 годы. Увлечение «традиционными для немецких студентов пирушками и амурами» было главной причиной того, что Языков не успел за всё это время окончить университетский курс; по его выражению, он остался на век «свободно бездипломным». Благодаря условиям свободной и веселой жизни тогдашнего студенчества Языков создал в своих стихах самобытный, яркий и праздничный мир молодого раздолья и вольнолюбия — новый торжественный дифирамбический стиль «лёгкой поэзии». Его анакреонтические стихотворения во славу вина и веселья вскоре были замечены Жуковским. Дельвиг искал его стихи для своих «Северных цветов», а Пушкин приглашал к себе в Михайловское.
Из Дерпта поэт лишь на короткое время уезжал в Москву и Петербург. В 1826 году гостил в Псковской губернии, в Тригорском у Прасковьи Осиповой, матери А. Вульфа. Здесь он встречался с отбывавшим ссылку Пушкиным. В это время было написано знаменитое стихотворение «Тригорское». Впоследствии Языков с удовольствием вспоминал об этой поездке в проникновенном стихотворном послании к Арине Родионовне. «Здоровье, подорванное дерптскими излишествами, стало изменять ему очень рано»; уже в 1826 году у него стали проявляться первые признаки болезни, сведшей его через двадцать лет в преждевременную могилу.

### Симбирские годы

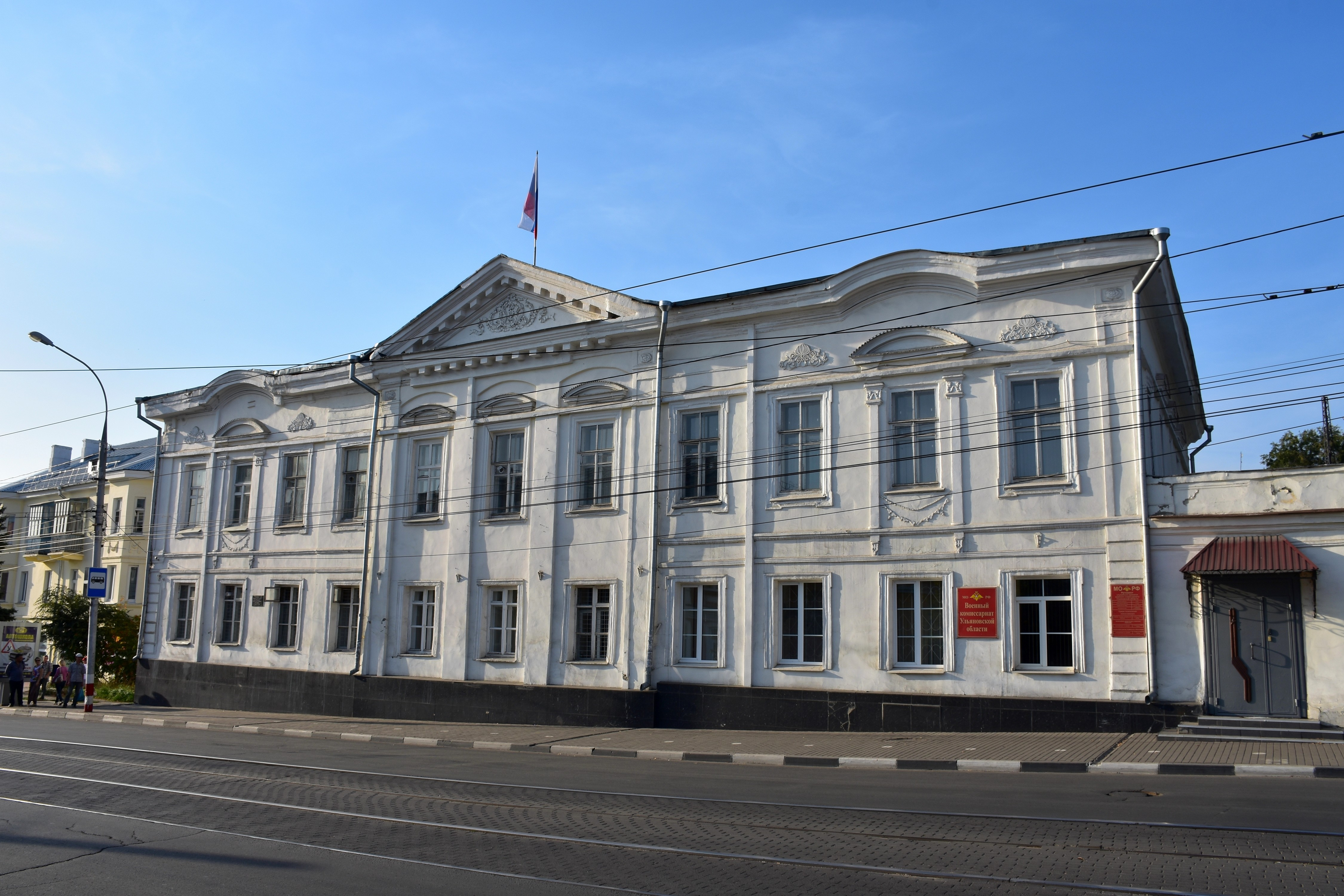
Дом в котором родился Н. М. Языков (Улица Ленина, 59)

В 1829 году, накопив в Дерпте долгов, Языков переселился в Москву, в дом своих друзей Елагиных, якобы для подготовки к экзаменам в университет, куда так и не поступил. Чтобы получить необходимый, по тогдашним понятиям, для дворянина первый чин, он поступил в Межевую канцелярию канцеляристом. В 1833 году вышел в отставку с чином коллежского регистратора и переехал в свою симбирскую деревню Языково, где и прожил несколько лет, «наслаждаясь», как он сам говорил, — «поэтической ленью». В сентябре 1833 года проездом в Оренбург и обратно здесь побывал А. С. Пушкин.
Во время пребывания в деревне Языков через своего будущего зятя (мужа сестры) А. С. Хомякова и племянника Д. А. Валуева начал сближаться со славянофилами. В 1831 году вместе с П. В. Киреевским принялся за сбор материалов по русской народной поэзии. В этот же период увлёкся гомеопатией, стал переводить с немецкого сочинения на эту тему. В 1834 году стал действительным членом Общества любителей российской словесности. Осенью 1836 года с новой силой возобновилась болезнь спинного мозга так, что он вскоре не мог уже прямо ходить.

### Болезнь и последние годы
Весной 1838 года П. В. Киреевский практически насильно увёз его для лечения в Москву, где известный врач Иноземцев посоветовал Языкову как можно скорее ехать за границу.
Киреевский сопровождал его сначала в Мариенбад, потом в Ганау, Крейцнах и Гаштейн. В Ганау Языков сблизился с Гоголем, который в 1842 году повёз его с собой в Венецию и Рим. Гоголь называл Языкова своим любимым поэтом: «Имя Языков пришлось ему недаром. Владеет он языком, как араб диким конём своим, да ещё как бы хвастается своею властью». «Землетрясение» Языкова великий писатель называл «лучшим русским стихотворением». Дружба их вначале была горячей и искренней, хотя выражалась преимущественно в сочувственном отношении каждого из них к таланту другого, свойственной им обоим религиозности и сходных телесных недугах. Из-за мелких житейских дрязг они расстались, но продолжали переписываться. Насчёт реальности этих «дрязг» С.Т. Аксаков высказывает сомнение: «...я спрашивал его об этом, но он отвечал мне решительно, что это совершенный вздор и что никаких неудовольствий между ним и Гоголем не бывало» (С.Т. Аксаков. История моего знакомства  с Гоголем. М., 1960, с. 70).
В 1843 году затосковавший по родине Языков вернулся в Москву в состоянии уже совершенно безнадежном. Никуда не выходя из своей квартиры, он медленно угасал; единственным развлечением были для него устроенные им у себя еженедельные собрания знакомых литераторов. Под влиянием друзей окончательно перейдя на позиции славянофильства, он в довольно грубой форме критиковал западников, а в 1844 году обрушился на них бранным посланием «К не нашим» (ходило в списках, опубликовано в 1871 году), в котором все члены западнического кружка объявлены были врагами отечества. В ответ Некрасов в стихах, а Белинский и Герцен в прозе резко осудили Языкова, и к нему пристал ярлык реакционера. Как писал сам Языков:

…Эти стихи сделали дело, разделили то, что не должно было быть вместе, отделили овец от козлищ, польза большая!.. Едва ли можно называть духом партии действие, какое бы оно ни было, противу тех, которые хотят доказать, что они имеют не только право, но и обязанность презирать народ русский, и доказать тем, что в нём много порчи, тогда как эту порчу родило, воспитало и ещё родит и воспитывает именно то, что они называют своим убеждением!

### Смерть

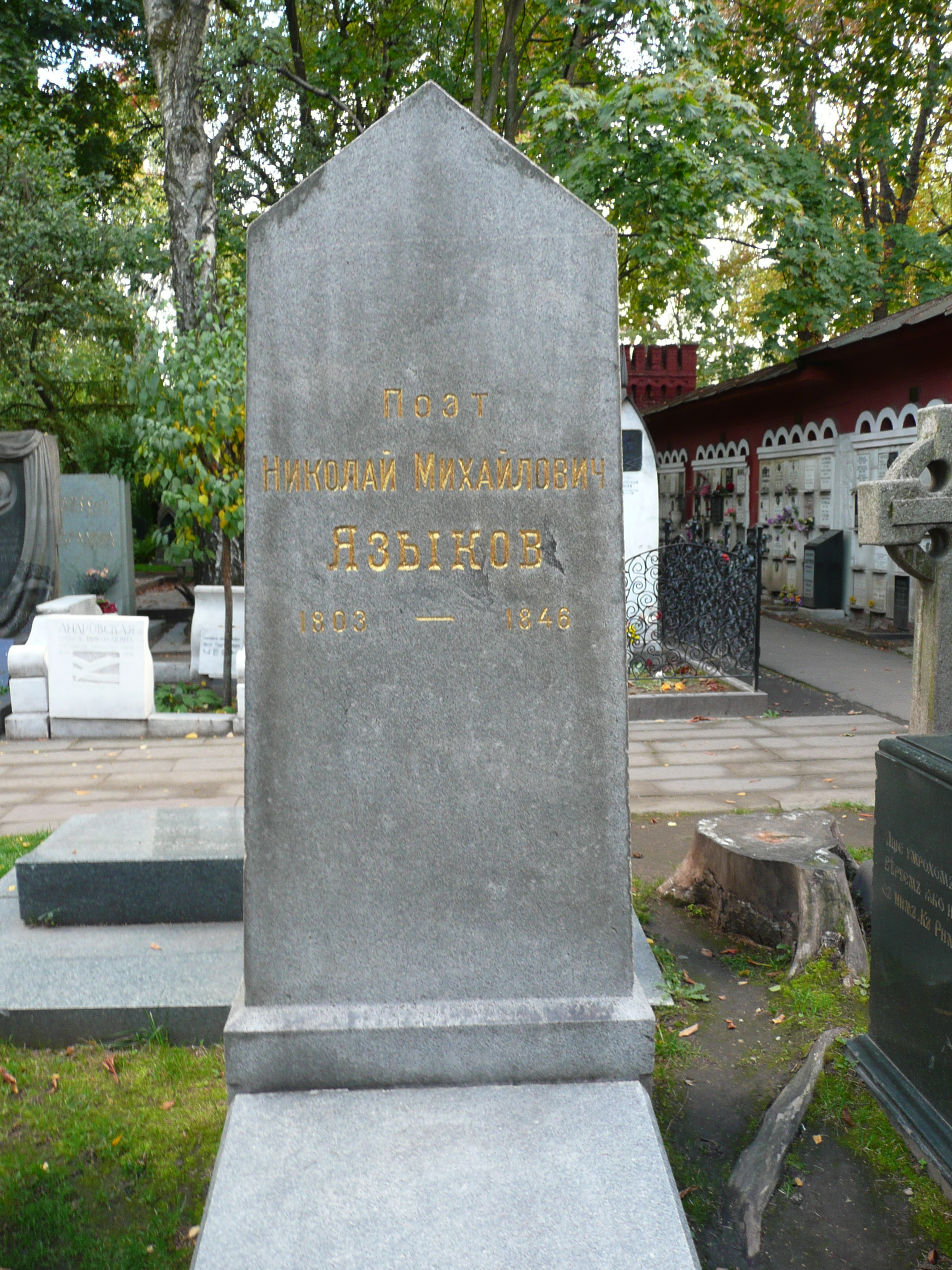
Памятник советского времени на могиле Языкова

Языков умер 26 декабря 1846 (7 января 1847) года и был похоронен в Даниловом монастыре под одним надгробием с племянником Д. А. Валуевым. Неподалёку от его могилы позднее были преданы земле Гоголь и Хомяков. В 1930-х годах все трое были перезахоронены на Новодевичьем кладбище.
После смерти Н. М. Языкова 2 325 книг из его личной библиотеки были переданы его братьями Петром и Александром в фонд Карамзинской общественной библиотеки в Симбирске.

## Память
- В Доме Языковых в Ульяновске открыт Литературный музей (Спасская улица, 22)[14];
- На доме, где родился поэт установлена мемориальная доска (ул. Ленина , 59)[14];
- В Языкове (Языково (усадьба)) к 150-летию со дня рождения поэта восстановлены парк и пруд[14].
- В 2002 году вышел Художественный маркированный конверт России. Языков Николай Михайлович. Русский поэт-славянофил.
- В 2002 году вышла Карточка с оригинальной маркой России. Языков Николай Михайлович. Русский поэт-славянофил.
- В 2003 году Министерство связи России выпустило ХМК — «Ульяновск. Всероссийская филателистическая выставка „КУЛЬТУРА И ФИЛАТЕЛИЯ“ Ульяновск 2003. Посвящается 200-летию русского поэта Н. М. Языкова»[15].
- В 2003 году Министерство связи России выпустило ХМК — Русский поэт Н. М. Языков. 1803—1847[16].
- В 2003 году Министерство связи России выпустило ХМК — Ульяновск. Дом-музей Н. М. Языкова[17].
- В 2003 году, решением Ульяновской Городской Думы, Н. М. Языкову присвоено звание «Почётный гражданин города Ульяновска» (посмертно), которое является высшей наградой муниципального образования «Город Ульяновск»[18].

Мемориальная табличка на доме Языковых (Ульяновск).
Дом Языковых, ныне Литературный музей «Доме Языковых» (Ульяновск).
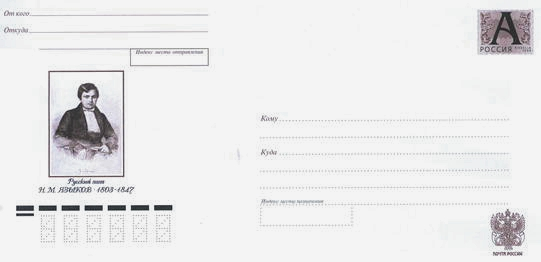
ХМК РФ, 2003 г. Русский поэт Н. М. Языков.
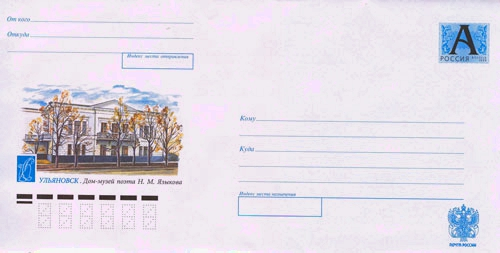
ХМК РФ, 2003. Ульяновск. Дом-музей поэта Н. М. Языкова.
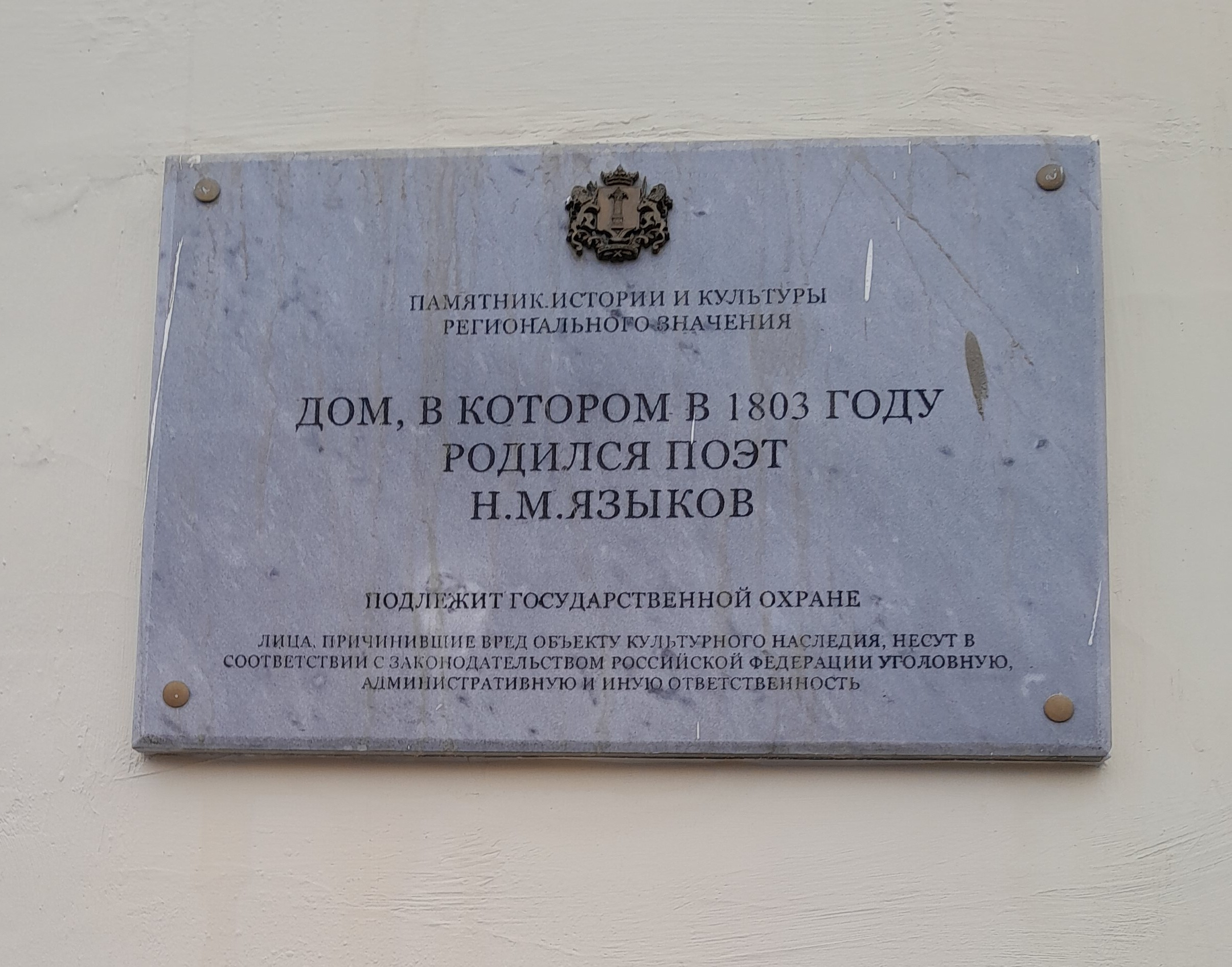
Мемориальная доска на доме Ермоловых (Ульяновск).
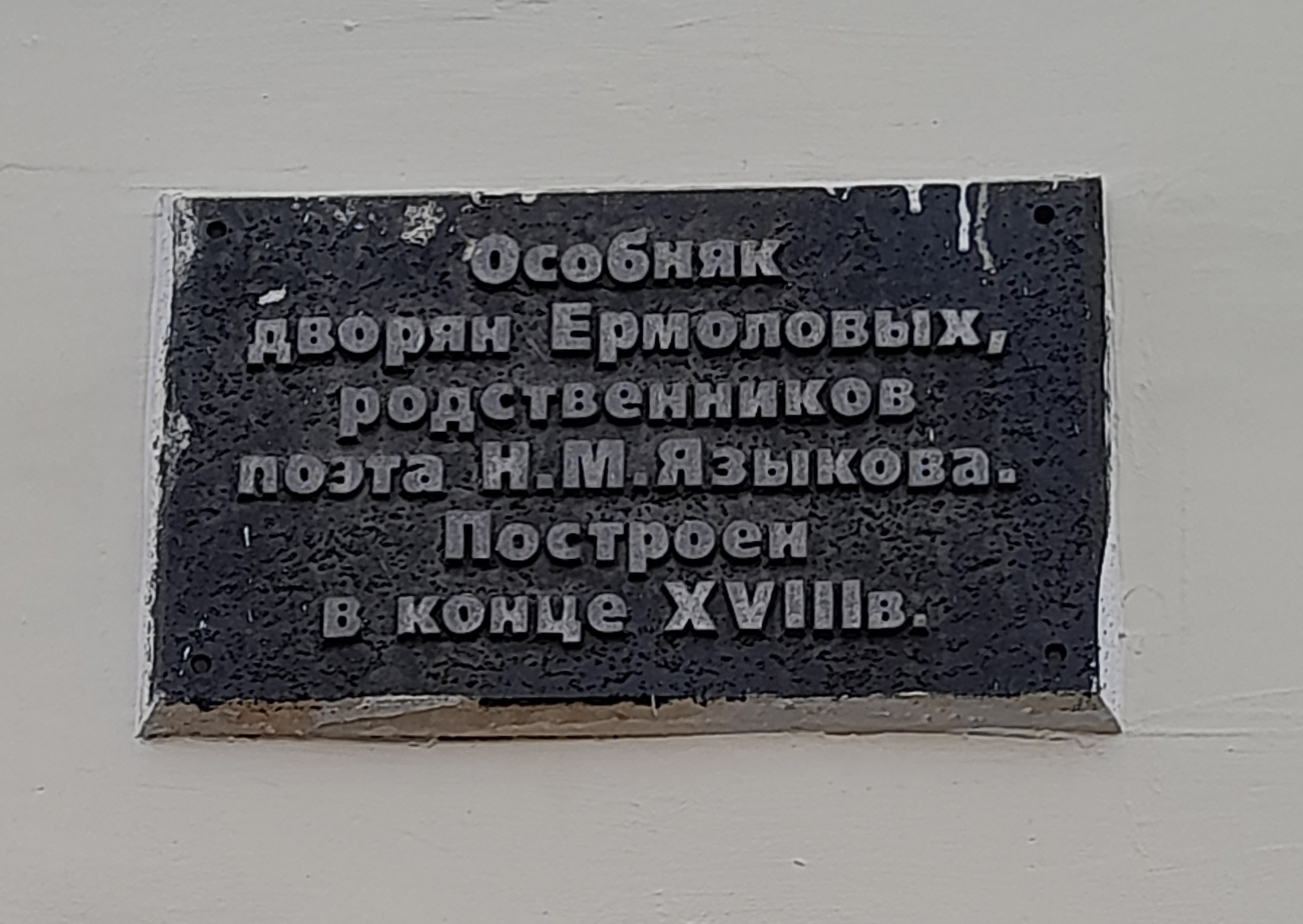
Мемориальная доска на доме Ермоловых (Ульяновск).

## Издания
- Стихотворения Н. Языкова. — Санкт-Петербург : тип. вдовы Плюшар с сыном, 1833. — Х, 308 с
- Новые стихотворения Н. Языкова. — Москва : Унив. тип., 1845. — [6], II, IV, 332 с
- Стихотворения Николая Михайловича Языкова. — Москва : Унив. тип. (М. Катков), 1887. — [4], IV, 136 с
- Лирические стихотворения : Со вступ. ст. Вадима Шершеневича / [Н. М. Языков]. — Москва : Универс. б-ка, 1916. — 171 с.
- Полное собрание стихотворений. Ред., вступ. статья и комментарии М. К. Азадовского. Москва — Ленинград: Academia, 1934.
- Собрание стихотворений. Вступ. статья, ред. и примечания М. К. Азадовского. Ленинград: Советский писатель, 1948 (Библиотека поэта. Большая серия).
- Стихотворения. Сказки. Поэмы. Драматические сцены. Письма. Составление, подготовка текста, вступ. статья и примечания И. Д. Гликман. Москва — Ленинград: Гослитиздат, 1959.
- Полное собрание стихотворений. Вступ. статья, подготовка текста и примечания К. К. Бухмейер. Москва — Ленинград: Советский писатель, 1964 (Библиотека поэта. Большая серия).